# Sainte-Gemme, Marne
Sainte-Gemme là một xã thuộc tỉnh Marne trong vùng Grand Est đông nam nước Pháp. Xã này nằm ở khu vực có độ cao trung bình 228 mét trên mực nước biển.